# Kuros z Nowego Jorku
Kuros z Nowego Jorku – marmurowa grecka rzeźba z okresu archaicznego przedstawiająca nagiego młodzieńca (kuros), znajdująca się obecnie w zbiorach Metropolitan Museum of Art w Nowym Jorku.
Rzeźba, datowana na ok. 590–580 p.n.e., pochodzi z terenu Attyki. Oryginalnie stanowiła pomnik nagrobny młodego arystokraty, w 1932 roku została zakupiona do zbiorów nowojorskiego Metropolitan Museum of Art. Jest to jeden z najstarszych znanych wolnostojących greckich posągów ludzkich. Przedstawia ukazanego w pozie frontalnej nagiego młodzieńca z rękami opuszczonymi wzdłuż ciała i wysuniętą lekko do przodu lewą nogą, w formie nawiązującej do rzeźby egipskiej. Kuros stoi na kwadratowej plincie, do której płasko przylegają obydwie stopy. Postać jest smukła w talii, zaś długie włosy opadają jej z tyłu głowy, układając się w trapezoidalny kształt. Muskulatura ciała zaznaczona jest płasko, a duża głowa o pociągłej twarzy nadaje rzeźbie wrażenia krępości.